# Àrea metropolitana de Bilbao
L'àrea metropolitana de Bilbao o Bilbao metropolità és una de les àrees funcionals del País Basc i està formada pels 22 municipis biscains que integren la comarca del Gran Bilbao, més els municipis d'Arrankudiaga, Barrika, Berango, Gorliz, Lemoiz, Plentzia, Sopela, Ugao, Urduliz i Zeberio, segons les Directrius d'Ordenació del Territori d'Euskadi mitjançant la definició de l'Àrea funcional del Bilbao metropolità sumant un total de 35 municipis.
Actualment, és la cinquena àrea metropolitana d'Espanya en nombre d'habitants, tenint 910.298 habitants, el que suposa la major part de la població biscaïna que té 1.152.658 habitants (2009), i gairebé la meitat del País Basc.

## Projectes sobre el Bilbao metropolità
Els principals municipis de la comarca i àrea metropolitana, Bilbao i Barakaldo van constituir en 1992 juntament amb la Diputació Foral de Biscaia i les administracions nacional i autonòmica l'entitat Bilbao Ria 2000 per a la regeneració urbanística de Bilbao i el seu entorn, precisament per ser aquests els municipis més castigats per la intensa activitat industrial i la gran quantitat de sòls contaminats i ruïnes industrials que van derivar d'aquella activitat. Entre els projectes que ha impulsat aquesta institució es troben la recuperació d'Abandoibarra, un altre sòl industrial i on actualment se situen el Museu Guggenheim i el Palau Euskalduna.
Paral·lelament, existeix l'associació Bilbao Metrópolis-30, constituïda en 1991 per l'Ajuntament de Bilbao, Diputació Foral de Biscaia i Govern Basc i diverses entitats públiques i privades per a la revitalització del Bilbao Metropolità.

## Municipis de l'àrea metropolitana de Bilbao
| Municipi                                  | Extensió km² | Població 2009 | Densitat hab/km² |  | Població 2008 | Població 2007 | Població 2006 | Població 2000 | Població 1991 | Població 1980 | Població 1970 | Població 1960 | Població 1950 |
| ----------------------------------------- | ------------ | ------------- | ---------------- |  | ------------- | ------------- | ------------- | ------------- | ------------- | ------------- | ------------- | ------------- | ------------- |
| Abanto-Zierbena (PNV)                     | 18,0         | 9.647         | 535,9            |  | 9.608         | 9.609         | 9.608         | 8.989         | 9.247         | 9.420         | 10.002        | 11.513        | 9.330         |
| Alonsotegi (PNV)                          | 16,0         | 2.835         | 176,9            |  | 2.831         | 2.804         | 2.785         | 2.760         | 3.047         | -             | -             | -             | -             |
| Arrankudiaga (PNV)                        | 20,8         | 909           | 42,5             |  | 885           | 848           | 824           | 745           | 685           | 837           | 1.087         | 940           | 902           |
| Arrigorriaga (PNV)                        | 22,8         | 12.435        | 543,8            |  | 12.399        | 12.341        | 12.245        | 10.662        | 9.667         | 8.912         | 9.820         | 8.142         | 4.646         |
| Barakaldo (PSE-EE)                        | 25,03        | 98.460        | 3.888,5          |  | 97.328        | 96.412        | 95.640        | 97.281        | 105.677       | 117.422       | 108.757       | 77.802        | 42.240        |
| Barrika (PNV)                             | 7,8          | 1.449         | 181,7            |  | 1.417         | 1.405         | 1.375         | 1.159         | 887           | 774           | 929           | 1.003         | 1.031         |
| Basauri (PNV)                             | 7,2          | 42.657        | 5.967,5          |  | 42.966        | 43.250        | 43.626        | 47.036        | 50.395        | 51.996        | 41.794        | 23.030        | 11.637        |
| Berango (PNV)                             | 8,8          | 6.588         | 731,8            |  | 6.440         | 6.280         | 6.012         | 4.929         | 4.102         | 4.135         | 2.877         | 1.812         | 1.664         |
| Bilbao (PNV)                              | 41,26        | 354.860       | 8.563,7          |  | 353.340       | 353.168       | 354.145       | 354.271       | 372.054       | 433.030       | 410.490       | 297.942       | 229.334       |
| Zeberio (PNV)                             | 47,1         | 1.054         | 22,8             |  | 1.072         | 1.072         | 1.050         | 959           | 912           | 1.067         | 1.603         | 2.076         | 2.044         |
| Zierbena (PNV)                            | 9,2          | 1.382         | 146,8            |  | 1.351         | 1.299         | 1.283         | 1.206         | -             | -             | -             | -             | -             |
| Derio (PNV)                               | 7,4          | 5.307         | 709,9            |  | 5.253         | 5.191         | 5.107         | 4.700         | 4.904         | -             | -             | -             | -             |
| Etxebarri (La Voz del Pueblo)             | 3,3          | 9.171         | 2.586,7          |  | 8.536         | 8.152         | 7.887         | 6.690         | 6.426         | 6.523         | 4.452         | 4.148         | 1.529         |
| Erandio (PNV)                             | 18,0         | 24.262        | 1.332,6          |  | 23.987        | 23.960        | 23.653        | 22.853        | 24.977        | -             | -             | -             | -             |
| Galdakao (PNV)                            | 31,7         | 29.226        | 922,2            |  | 29.234        | 29.183        | 29.374        | 29.387        | 28.885        | 26.545        | 18.770        | 10.431        | 7.733         |
| Gorliz (PNV)                              | 10,2         | 5.400         | 518,3            |  | 5.287         | 5.176         | 5.049         | 4.179         | 2.942         | 3.205         | 2.324         | 1.924         | 1.733         |
| Getxo (PNV)                               | 11,9         | 80.770        | 6.828,6          |  | 81.260        | 81.746        | 82.327        | 83.789        | 79.517        | 67.321        | 39.153        | 22.951        | 19.309        |
| Larrabetzu (PNV)                          | 21,5         | 1.874         | 85,6             |  | 1.840         | 1.742         | 1.663         | 1.537         | 1.486         | 1.608         | 1.833         | 1.698         | 1.745         |
| Leioa (PNV)                               | 8,5          | 30.079        | 3.499,8          |  | 29.748        | 29.217        | 29.100        | 27.925        | 25.506        | 22.382        | 10.571        | 7.553         | 5.765         |
| Lemoiz (PNV)                              | 14,3         | 1.028         | 72,1             |  | 1.031         | 991           | 950           | 882           | 774           | 943           | 747           | 843           | 869           |
| Lezama (PNV)                              | 16,5         | 2.465         | 148,1            |  | 2.443         | 2.411         | 2.352         | 2.124         | 2.002         | 1.786         | 1.612         | 1.494         | 1.501         |
| Lujua (PNV)                               | 15,3         | 2.290         | 140,3            |  | 2.147         | 2.180         | 2.200         | 1.885         | 1.684         | -             | -             | -             | -             |
| Ugao (PNV)                                | 5,2          | 4.029         | 771,9            |  | 4.014         | 4.017         | 4.035         | 4.122         | 4.073         | 4.270         | 3.419         | 2.394         | 1.716         |
| Muskiz (PNV)                              | 20,8         | 7.216         | 340,8            |  | 7.089         | 6.943         | 6.839         | 6.208         | 6.407         | 6.010         | 6.047         | 4.761         | 4.042         |
| Ortuella (PNV)                            | 7,7          | 8.520         | 1.104,4          |  | 8.504         | 8.577         | 8.618         | 8.819         | 8.851         | 8.918         | 8.021         | 7.611         | 5.642         |
| Plentzia (Plentziako Talde Independentea) | 6,3          | 4.302         | 658,1            |  | 4.146         | 4.081         | 4.069         | 3.556         | 2.520         | 3.040         | 2.766         | 2.417         | 2.195         |
| Portugalete (PSE-EE)                      | 3,2          | 48.105        | 15.064,1         |  | 48.205        | 48.386        | 49.118        | 52.681        | 55.404        | 57.534        | 45.589        | 22.584        | 12.211        |
| Santurtzi (PNV)                           | 7,2          | 46.978        | 6.528,3          |  | 47.004        | 47.094        | 47.320        | 47.999        | 50.124        | 53.329        | 46.194        | 25.570        | 10.224        |
| Sestao (PNV)                              | 3,5          | 29.476        | 8.468,0          |  | 29.638        | 29.718        | 30.036        | 32.852        | 35.537        | 39.933        | 37.312        | 24.992        | 19.969        |
| Sondika (PNV)                             | 6,3          | 4.536         | 711,7            |  | 4.484         | 4.432         | 4.389         | 3.929         | 3.352         | -             | -             | -             | -             |
| Sopela (Bildu)                            | 8,4          | 12.359        | 1.457,4          |  | 12.242        | 12.123        | 11.861        | 10.097        | 8.164         | 6.259         | 2.373         | 1.836         | 1.459         |
| Urduliz (PNV)                             | 7,8          | 3.338         | 423,1            |  | 3.300         | 3.267         | 3.139         | 2.999         | 2.575         | 2.658         | 2.128         | 1.453         | 1.325         |
| Trapagaran (PNV)                          | 13,1         | 12.353        | 946,7            |  | 12.402        | 12.451        | 12.508        | 12.450        | 13.147        | 13.582        | 11.331        | 9.477         | 8.444         |
| Zamudio (PNV)                             | 18,1         | 3.203         | 178,3            |  | 3.227         | 3.226         | 3.192         | 2.900         | 3.501         | -             | -             | -             | -             |
| Zaratamo (PIGH)                           | 10,0         | 1.735         | 174,1            |  | 1.741         | 1.687         | 1.651         | 1.662         | 1.623         | 1.750         | 2.051         | 1.856         | 1.142         |
| Bilbao metropolità                        | 499,4        | 910.298       | 1.822,8          |  | 906.387       | 904.439       | 905.030       | 906.222       | 931.054       | 955.189       | 834.052       | 580.253       | 411.381       |

## Transport públic
L'àrea metropolitana de Bilbao té una extensa xarxa de transport públic, fonamentada en el transport ferroviari a més de disposar també de serveis de transport públic per carretera.

### Transport ferroviari

Mapa de les línies ferroviàries del Bilbao Metropolità, amb els trams actualment en obres entre línies.

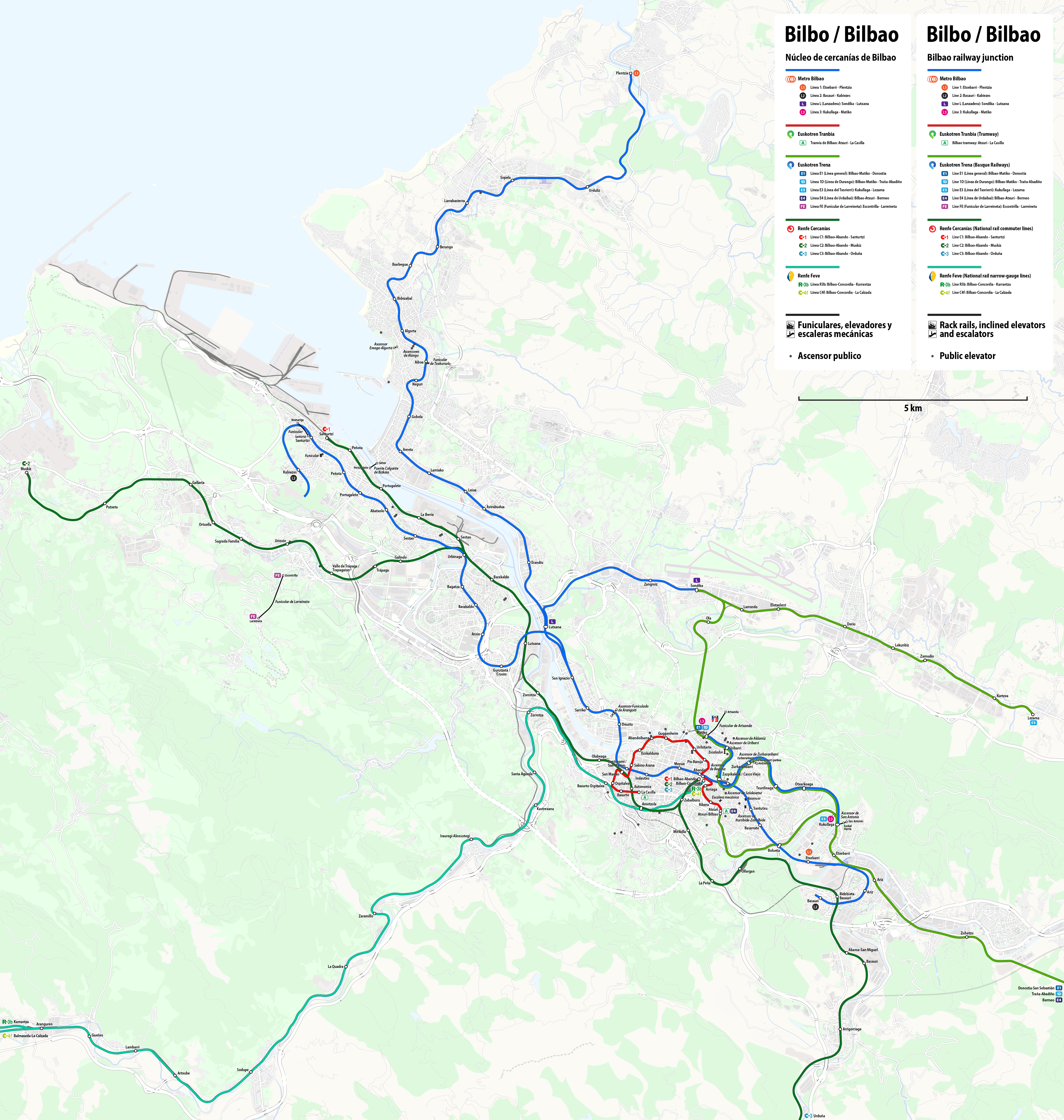

- El Metro de Bilbao és l'eix vertebrador més important de l'àrea metropolitana. Compta amb dues línies que recorren el centre de la ciutat de Bilbao i es bifurquen per recórrer ambdós marge de la Ria de Bilbao, la Línia 1 pel Marge Dret i la Línia 2 pel Marge Esquerre. En construcció es troba la tercera línia del metropolità, que discorrerà pels barris alts de la ciutat i els unirà amb la resta de línies. Les Línies 4 i 5 estan en fase d'estudi.

- La xarxa de Renfe Rodalies Bilbao es conforma amb tres línies que s'interconnecten en l'estació intermodal de Bilbao-Abando. Partint d'aquesta estació, les línies C-1 i C-2 recorren el sud de Bilbao i arriben fins a Barakaldo, on es bifurquen per arribar a la Zona Minera la C-2 i al final del Marge Esquerre la C-1. Per la seva banda, la línia C-3 té parada als barris de Miribilla i La Peña, i arriba fins a la ciutat d'Orduña passant per diversos pobles d'Àlaba.

- Euskotren ofereix els seus serveis en les línies 1D entre Bilbao i Ermua passant pel Duranguesat, 3 entre Bilbao i Bermeo passant per Busturialdea, 4 entre Bilbao i Lezama pel Txorierri i 5 amb el seu servei de funicular entre Larreineta i Escontrilla, al Trapagaran. Així mateix, també s'està construint la connexió ferroviària a l'Aeroport de Bilbao, que s'unirà a la Línia 3 de Metre.

- La primera línia de tramvia de Euskotren Tranbia discorre íntegrament pel centre de Bilbao, unint La Casilla amb Atxuri a través d'Abandoibarra, símbol de la regeneració urbanística de la vila. Es troba en construcció la línia de Tramvia UPV - Leioa - Urbinaga i en estudi el tramvia de Barakaldo.

- Les línies de FEVE direcció Balmaseda i Karrantza recorren les Encartaciones fins a arribar a Bilbao.

- El Funicular d'Artxanda uneix el barri de Castaños amb la Muntanya Artxanda.

### Transport per carretera
- Sota la marca Bilbobus, Autobusos de Lujua, Erandioko Herri Autobusa, Etxebarri Bus i Sopelbus operen les línies urbanes.
- Bizkaibus és el servei de línies interurbanes.

## Bilbao vs. País Basc
En la següent taula es compara el pes demogràfic que representa la vila de Bilbao, la seva comarca, l'àrea metropolitana i el lurralde respecte al total de la comunitat autònoma del País Basc.
| Entitat local      | 2009      | %     |
| ------------------ | --------- | ----- |
| Bilbao             | 354.860   | 16,3  |
| Gran Bilbao        | 869.842   | 40,4  |
| Bilbao metropolità | 910.298   | 41,9  |
| Biscaia            | 1.152.658 | 53,1  |
| Total País Basc    | 2.172.175 | 100,0 |